# شینتومی، میازاکی
شینتومی، میازاکی (به لاتین: Shintomi, Miyazaki) یک منطقهٔ مسکونی در ژاپن است که در استان میازاکی واقع شده‌است. شینتومی، میازاکی ۱۹٬۱۲۸ نفر جمعیت دارد.